# Ivan Perišić
Ivan Perišić (* 2. února 1989 Split) je chorvatský profesionální fotbalista, který hraje na pozici levého záložníka za nizozemský klub PSV Eindhoven a za chorvatský národní tým.
Od roku 2015 do léta 2022 hrál za italský klub Inter Milán, ze kterého v sezóně 2019/20 hostoval v německém Bayernu Mnichov, se kterým vyhrál treble včetně triumfu v Lize mistrů UEFA.
Perišić je stříbrným medailistou z Mistrovství světa 2018.

## Klubová kariéra
Je odchovancem Hajduku Split, z něhož v 17 letech zamířil do francouzského klubu Sochaux. O mladého hráče se však zajímalo vícero klubů – PSV Eindhoven, Ajax Amsterdam, Hamburger SV a Anderlecht. Fanoušci Sochaux jej srovnávali s francouzským fotbalistou Johanem Micoudem, který byl také vyšší postavy, ale disponoval dobrou technikou. V prvoligovém klubu ale za dva roky nedostal mezi seniory příležitost a v lednu 2009 strávil jarní část sezóny na hostování v belgickém týmu KSV Roeselare. Za 18 zápasů za ně vstřelil 5 gólů. V létě 2009 se stal součástí kádru jiného belgického celku, a to Clubu Brugge. V sezóně 2010/11 se stal nejen nejlepším střelcem ligy s 22 góly, ale rovněž nejlepším hráčem celé Belgie. Jeho herní styl je přirovnáván k bývalému chorvatskému fotbalistovi Aljošu Asanovićovi, jenž zazářil v dresu Chorvatska na Mistrovství Evropy 1996 a Mistrovství světa 1998.
V létě 2011 opustil Club Brugge a zamířil k německému mistru Borussii Dortmund, kde podepsal pětiletý kontrakt do léta 2016. Přestupní částka činila 5,5 milionu eur. V sezóně 2011/12 získal s Borussií bundesligový titul, v tomto ročníku navíc vyhrál i DFB Pokal, ve finále Borussia zvítězila 5:2.
6. ledna 2013 bylo oznámeno, že se Perišić stěhuje za částku cca 8 milionů eur do Wolfsburgu. V březnu utrpěl zranění levého kolena, které jej vyřadilo ze hry až do konce dubna. 11. května 2013 ve 33. kole přispěl dvěma góly k remíze 3:3 se svým bývalým klubem Borussia Dortmund.
Gólem do sítě Karlsruheru 3. srpna 2013 pomohl postoupit po venkovní výhře 3:1 z prvního do druhého kola národního poháru. Díky jeho gólu a asistenci vyhráli Vlci 26. října nad Werderem Brémy 3:0 doma. Ve 30. kole v domácím prostředí proti Norimberku se dvěma góly podepsal pod výhrou 4:1. Ve 34. kole jedním gólem pomohl vyhrát 3:1 nad Mönchengladbachem, avšak svěřenci Dietera Heckinga nakonec v sezóně 2013/14 obsadili páté místo nezaručující Ligu mistrů, ale „pouze“ Evropskou ligu. Expert na Bundesligu Clark Whitney z Bleacher Report zkritizoval Perišićovy nekonzistentní výkony v sezóně a zmínil, že Borussia jeho prodejem chybu neučinila.
V srpnu 2015 přestoupil za 20 milionů eur do italského klubu Inter Milán. V srpnu 2019 odešel na hostování do klubu Bayern Mnichov.

### Inter Milán
Trenér Interu Roberto Mancini jej poprvé nasadil do derbyového zápasu proti AC Milán 13. září 2015, ve kterém Inter porazil svého městského rivala 1:0.
Poprvé se trefil 4. října na hřišti Sampdorie Janov, kde jeho gól vyrovnal stav zápasu na konečných 1:1.
Obdobně tomu bylo na hřišti Palerma 24. října, to jeho gól otevřel skóre zápasu, soupeř ale nakonec vyrovnal na 1:1.
Mezitím odehrál 18. října své první derby proti Juventusu, ze kterého se zrodila remíza 0:0.
Na začátku února vyběhl na trávník ve druhém poločase a asistencí a gólem v závěru pomohl vybojovat remízu 3:3 na půdě Hellasu Verona.
Proti Palermu 6. března opět skóroval, pomohl tím k výhře 3:1.
Proti Bologni 12. března otevřel skóre při výhře 2:0 a střeleckou formu udržel pro zápas proti AS Řím 19. března, na jeho gól ale soupeř odpověděl a zrodila se proto remíza 1:1.
V předposledním 37. kole hostil Inter Milán Empoli a v zápase hraném 7. května vyhrál 2:1. Chorvatský fotbalista dal gól a připsal si jednu asistenci, čímž se jeho klub s jistotou umístil čtvrtý.
První sezóna v novém působišti skončila s bilancí 37 zápasů, 9 gólů a 6 asistencí.
Během ní se musel popasovat s několika rozdílnými rolemi v sestavě – zahrát vlevo, vpravo nebo ve středu útoku.
To díky střídajícímu Perišićovi vyhrál Inter 18. září 2016 nad Juventusem 2:1 a vůbec poprvé od roku 2012 na rivala vyzrál. O sedm dní později z voleje vyrovnal na konečných 1:1 domácí duel s Boloňou. Pozdním srovnávacím gólem na 2:2 v 92. minutě upravil dne 20. listopadu výsledek derby milánských klubů na 2:2. V prvním zápase v roce 2014 8. ledna dvěma góly rozhodl o výhře 2:1 venku na hřišti Udinese. Série výher se protáhla na další zápas s Chievem, ve kterém dal při výhře 3:1 rovněž gól. Série sedmi ligových výher byla 5. února utnuta Juventusem, který doma Inter zdolal jediným gólem Kolumbijce Cuadrada. Frustrace Interistů se projevila na konci zápasu, když Perišić obdržel červenou kartu za nerespektování rozhodnutí sudího. Po dvou gólech si připsal v zápase s Cagliari 5. března, kde Inter vyhrál 5:1. Poslední kolo sezóny 2016/17 ozdobil Inter výhrou 5:2 nad Udinese, přičemž Perišić vstřelil gól a dvakrát gólu asistoval. Konečná sedmá pozice na kvalifikaci do Ligy mistrů nedostačovala. Chorvatský univerzál v Serii A nasbíral šest asistencí, vstřelil 10 gólů.
Inter Milán si v srpnu na úvod ligové sezóny 2017/18 připsal po domácí výhře 3:0 nad Fiorentinou první tři body. Perišić asistoval u druhého gólu Icardiho, vsítil gól třetí a dvěma asistencemi na to navázal v dalším duelu s AS Řím (3:1). Tam Inter vyhrál v lize vůbec prvně od října 2008. V domácím prostředí proti Chievu 3. prosince vstřelil při výhře 5:0 hattrick. Po venkovní remíze s Juventusem v Turíně si svěřenci Luciana Spallettiho připsali první ligovou prohru, když v 17. kole 16. prosince podlehli 1:2 Udinese. Proti Laziu 30. prosince 2017 (0:0) odehrál 100. zápas ve všech soutěžích za Nerazurri.
Účast na světovém mistrovství zpozdila jeho návrat ke klubovým povinnostem a trénovat začal až 10. srpna 2018.
V základní skupině Ligy mistrů byl u úvodních dvou výher nad Tottenhamem a PSV Eindhoven, na ty ale Černobílí nenavázali a po šestém zápase putovali pouze do jarních vyřazovacích bojů Evropské ligy. Přestože byl pro trenéra Spallettiho důležitým hráčem, jeho podzimní výkony v sezóně 2018/19 nedosahovaly výše těch ze sezóny předešlé. Na webu fedenerazzurra.net byl rozdíl mezi Perišićovými výkony ve dresech chorvatského národního týmu a Interu Milán přirovnán k fiktivnímu příběhu Dr. Jekylla a pana Hyda.
Dne 13. ledna byl u pohárové výhry 6:2 nad klubem Benevento Calcio v Coppa Italia, kdy si připsal tři asistence. V jarním boji o kvalifikaci do Ligy mistrů pomohl vyrovnávacím gólem proti AS Řím 20. dubna uhájit bod jeho prvním gólem před domácím publikem od zahájení sezóny 2018/19. Inter si umístění v elitní čtyřce nakonec vybojoval.

#### Hostování v Bayernu Mnichov
První domácí zápas za Bayern Mnichov se Perišićovi zdařil, když na konci srpna 2019 jedním gólem a jednou asistencí přispěl k výhře 6:1 proti Mohuči (Mainz).
V roce následujícím nejprve musel překonat zranění, v červnu pak otevřel skóre semifinále Poháru DFB s Eintrachtem Frankfurt, které nakonec vyústilo ve výhru Bavorů 2:1.
Zúčastnil se finále proti Bayeru Leverkusen, ve kterém jeho mužstvo vyhrálo 4:2 a získalo domácí double.
Již předtím zasáhl do prvního zápasu svého týmu po pauze způsobené pandemií covidu-19. Na hřišti Unionu Berlin 17. května 2021 stanul u ligové výhry 2:0, na hřiště přišel jako náhradník na poslední minuty.
Další mistrovský titul si bavorský klub zajistil o měsíc později v zápase 32. kola na hřišti Werderu Brémy 16. června, kde vyhrál 1:0, Perišić ovšem nenastoupil.
Dohrávka Ligy mistrů 8. srpna skončila domácí výhrou Bayernu v odvetě osmifinále nad Chelsea 4:1, na níž se Perišić podílel gólem na 2:0. V souhrnu s předchozí výhrou 3:0 (celkem tedy 7:1) postoupil bavorský tým do čtvrtfinále.

#### Návrat do Interu
Po hostování se Perišić vrátil do Interu. Jeho gólová hlavička v nastaveném čase domácího zápasu s Parmou 31. října zachránila remízu 2:2.
O několik dní později se trefil do sítě Realu Madrid ve skupině Ligy mistrů, ale jeho gól na výhru nestačil a Inter Milán venku 2:3 prohrál.
Na jaře v dubnovém ligovém zápase na hřišti Spezie vstřelil gól ve svém 200. soutěžním zápase za Inter a dopomohl k remíze 1:1.
Na začátku května si Inter zajistil první mistrovský titul od roku 2010. Perišić, pod trenérem Contem přetvořený na stažené křídlo, navýšil své šance na prodloužení smlouvy, která měla vypršet na konci další sezóny.
V Miláně pokračoval i v sezóně 2021/22 pod novým trenérem Simonem Inzaghim. První gól v ní zaznamenal na půdě Fiorentiny 21. září při venkovní výhře 3:1. Navzdory jeho proměněné penaltě podlehl Inter 26. října na hřišti římského Lazia 1:3 a připsal si první porážku sezóny. 1. prosince 2021 nastoupil proti Juventusu v zápase o italský superpohár, ve kterém Inter Milán vyhrál 2:1 v prodloužení. Naděje Interu na obhajobu byly živeny ještě v závěrečném 38. kole. Perišić se v zápase hraném 22. května 2022 gólově prosadil proti Sampdorii Janov a pomohl vyhrát 3:0, ovšem AC Milán svůj zápas zvládl a prvenství uhájil s dvoubodovým náskokem.
Ve finále národního poháru Coppa Italia 11. května 2022 proti Juventusu rozhodl zápas v prodloužení, když v 99. a 102. minutě proměnil obě penalty, na které již turínský soupeř nezareagoval. Inter Milán vyhrál 4:2 a opanoval pohár po 11 letech.

### Tottenham Hotspur
Dne 31. května 2022 dotáhl anglický prvoligový klub Tottenham Hotspur příchod Perišiće. Ten dorazil jako volný hráč po skončení smlouvy v Interu Milán a ve svém novém působišti uzavřel smlouvu na dva roky.

## Reprezentační kariéra
Za chorvatskou A-reprezentaci debutoval 26. března 2011 v kvalifikačním zápase skupiny F na Mistrovství Evropy 2012 v Polsku a Ukrajině s Gruzií na její půdě, kde Chorvatsko podlehlo 0:1. Perišić se dostal do zápasu v 61. minutě za jiného záložníka Ivana Rakitiće.
Před Mistrovstvím Evropy 2021 sehrál svůj 100. reprezentační zápas, když se 1. června 2021 postavil v přípravném duelu Arménii a jedním gólem přispěl k remíze 1:1. Stovky zápasů dosáhl jako devátý chorvatský reprezentant.

### EURO 2012
Zúčastnil se EURA 2012 konaného v Polsku a na Ukrajině, kde Chorvatsko skončilo se 4 body na nepostupovém třetím místě v základní skupině C za prvním Španělskem a druhou Itálií. Ivan přihrával na třetí gól Mario Mandžukićovi 10. června proti Irsku (konečná výhra 3:1). 14. června nastoupil v základní sestavě proti Itálii (remíza 1:1) a 18. června se proti Španělsku dostal na hřiště až v 65. minutě, soupeř z Pyrenejského poloostrova zvítězil 1:0.

### Mistrovství světa 2014

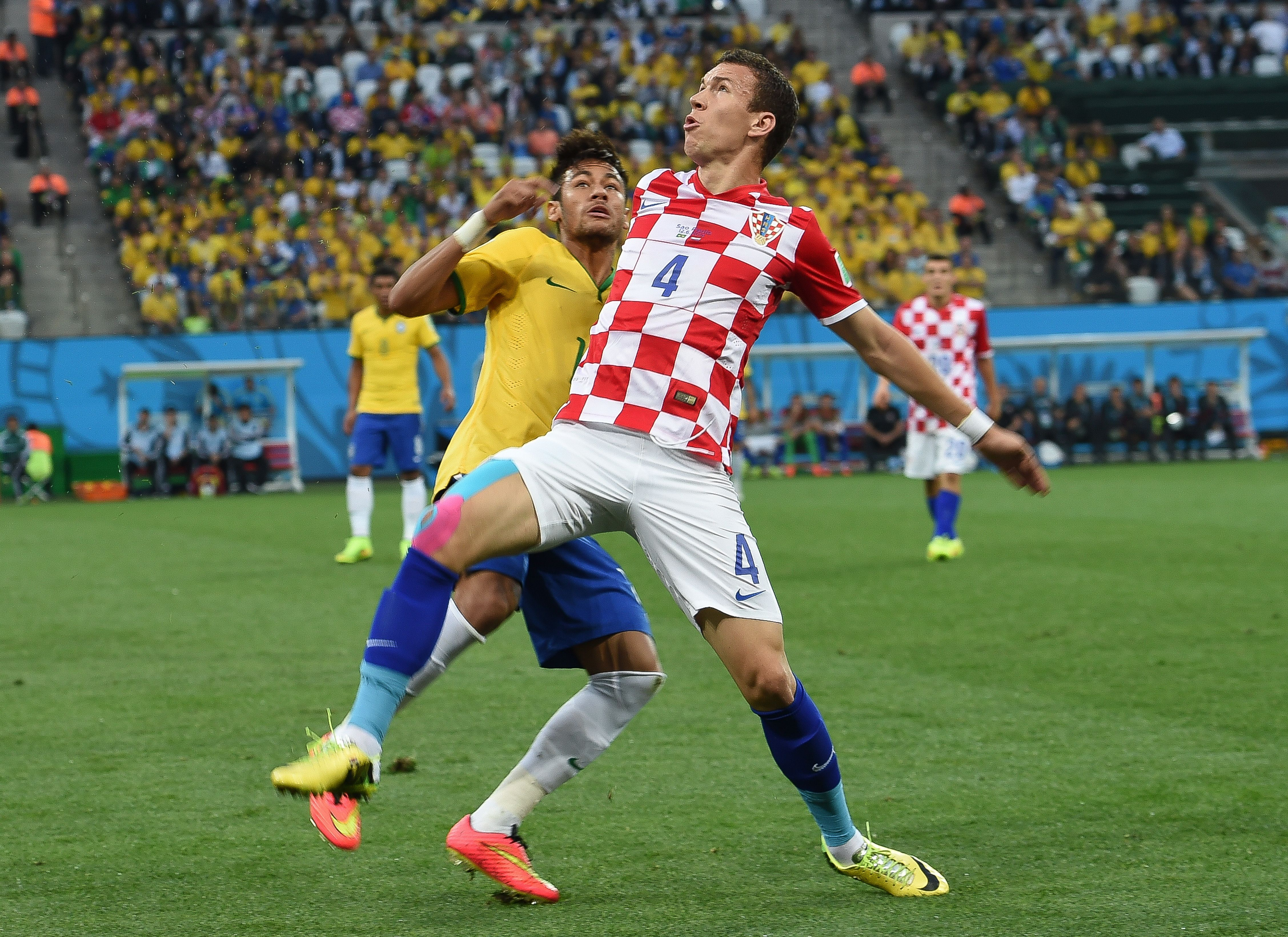
Perišić na Mistrovství světa 2014 proti domácí Brazílii v souboji s Neymarem (12. červen 2014)

Trenér Niko Kovač jej vzal na Mistrovství světa 2014 v Brazílii, kam Chorvatsko postoupilo z evropské baráže proti Islandu. V prvním utkání Chorvatska proti Brazílii v základní skupině A (porážka 1:3) se střelecky neprosadil, podařilo se mu to až ve druhém zápase proti Kamerunu, kdy se jednou brankou podílel na vítězství svého týmu 4:0.

### EURO 2016
Na Mistrovství Evropy 2016 ve Francii nastoupil do prvního zápasu proti Turecku, ve kterém trefil břevno, přesto se Chorvatsko nakonec po výhře 1:0 radovalo.
Proti Česku byli Chorvaté lepším týmem a po gólech Perišiće a Rakitiće vedli 2:0, v závěru ale o vedení přišli a zápas tak dopadl nerozhodně 2:2.
V závěrečném zápase skupiny proti Španělsku asistoval srovnávacímu gólu Nikoly Kaliniće na 1:1, aby pár minut před koncem sólovou akcí a následným gólem přiklonil výhru 2:1 na stranu svého mužstva. Byl vyhlášen mužem zápasu, díky němu Chorvatsko opanovalo skupinu „D“.
Osmifinále proti Portugalsku bylo svědkem dalšího Perišićova pokusu, který skončil na brankové konstrukci. Po 90 minutách gól nepadl a prodlužovalo se, ve 117. minutě dal jediný gól zápasu Portugalec Quaresma.

### Mistrovství světa 2018
Ve třetím skupinovém zápase vstřelil gól v 89. minutě proti Islandu na 2:1, díky čemuž Chorvaté opanovali svojí skupinu maximálním ziskem devíti bodů a postoupili z prvního místa.
Vyřazení Dánska a domácího Ruska je posunulo do semifinále, v němž Perišić vstřelil Anglii vyrovnávací gól na 1:1 (a jeho další pokus zastavila branková konstrukce), aby v prodloužení navíc asistoval rozhodujícímu gólu Maria Mandžukiće.
Za neúnavnou bojovnost napříč 120 odehranými minutami byl vyhlášen mužem zápasu.
Ve finálovém střetu s Francií 15. července srovnal na 1:1, Chorvatsko ovšem nakonec prohrálo 2:4.

### EURO 2020
Účastnil se Mistrovství Evropy 2020 pořádaném v létě roku 2021 kvůli pandemii covidu-19. Ve druhém skupinovém zápase proti Česku vyrovnával na konečných 1:1, čímž Chorvatsko ziskem bodu udrželo po úvodní porážce od Anglie 0:1 naději na postup.
Proti Skotsku pomohl vyhrát 3:1 čtvrtým gólem tohoto zápasu a Chorvatsko tak se čtyřmi body postoupilo ze druhého místa.

## Profil fotbalisty
Perišić je ofenzivní univerzál, schopný zahrát na levém křídle nebo jako ofenzivní záložník.
Platným dokáže být kdekoliv v útoku, tudíž v případě nouze i jako pravý křídelník nebo na hrotu.
Jeho devízou je obounohost.
Server WhoScored.com za jeho silné stránky označil průnikové přihrávky, držení balónu, blokování střel, hru ve vzduchu a soustředěnost a za slabinu obranné zákroky.
Při příchodu do Borussie Dortmund jej klubový ředitel Michael Zorc přirovnal k někdejšímu německému záložníkovi Michaelu Ballackovi.

## Úspěchy
Zdroj:

### Klubové
Borussia Dortmund
- 1× vítěz Bundesligy: 2011/12
- 1× vítěz Poháru DFB: 2011/12

Wolfsburg
- 1× vítěz Poháru DFB: 2014/15
- 1× vítěz Superpoháru DFL: 2015

Bayern Mnichov
- 1× vítěz Bundesligy: 2019/20
- 1× vítěz Poháru DFB: 2019/20
- 1× vítěz Liga mistrů UEFA: 2019/20

Inter Milán
- 1× vítěz Serie A: 2020/21
- 1× vítěz Coppa Italia: 2021/22
- 1× vítěz Supercoppa italiana: 2021

### Reprezentační
Chorvatská reprezentace
- 1× stříbro na Mistrovství světa 2018

### Individuální
- Nejlepší střelec ligy Jupiler League za sezónu 2010/11 (22 gólů)
- Nejlepší hráč ligy Jupiler League za sezónu 2010/11
- Nejlepší fotbalista Chorvatska podle fanoušků: 2014[86]